# Natação artística no Campeonato Mundial de Esportes Aquáticos de 2023 - Rotina técnica equipes

A competição de natação artística na categoria rotina técnica equipes no Campeonato Mundial de Esportes Aquáticos de 2023 fora realizada nos dias 16 e 18 de julho de 2023 na Marine Messe Fukuoka em Fukuoka, no Japão. Ao todo, 176 atletas em equipes com 8 atletas e de 22 Comitês Olímpicos Nacionais participaram do evento.

## Cronograma
Todos os horários estão na Hora Legal Japonesa (UTC+09).
| Data        | Hora  | Evento        |
| ----------- | ----- | ------------- |
| 16 de julho | 10:00 | Eliminatórias |
| 18 de julho | 19:30 | Final         |

## Formato da competição
A competição consiste em duas rodadas: preliminar e final. As 12 melhores equipes avançam até a final e aquela com o melhor tempo garante a medalha de ouro. 

## Medalhistas
| Ouro | Prata | Bronze |
| Espanha · Cristina Arámbula · Marina García Polo · Meritxell Mas · Alisa Ozhogina · Paula Ramírez · Sara Saldaña · Iris Tió · Blanca Toledano | Itália · Linda Cerruti · Marta Iacoacci · Sofia Mastroianni · Enrica Piccoli · Lucrezia Ruggiero · Isotta Sportelli · Giulia Vernice · Francesca Zunino | Estados Unidos · Anita Álvarez · Jaime Czarkowski · Megumi Field · Audrey Kwon · Jacklyn Luu · Daniella Ramirez · Ruby Remati · Natalia Vega |

## Resultados
| Pos. | CON            | Eliminatória | Eliminatória | Final         | Final         |
| Pos. | CON            | Pontos       | Pos.         | Pontos        | Pos.          |
| ---- | -------------- | ------------ | ------------ | ------------- | ------------- |
| 1    | Espanha        | 246.7484     | 6            | 281.6893      | 1             |
| 2    | Itália         | 251.5379     | 3            | 274.5155      | 2             |
| 3    | Estados Unidos | 248.7274     | 4            | 273.7396      | 3             |
| 4    | Japão          | 235.2972     | 7            | 260.1055      | 4             |
| 5    | Grécia         | 261.7013     | 2            | 259.4729      | 5             |
| 6    | México         | 219.5325     | 9            | 257.1380      | 6             |
| 7    | China          | 304.3992     | 1            | 253.4558      | 7             |
| 8    | Israel         | 247.1383     | 5            | 248.4117      | 8             |
| 9    | França         | 208.6443     | 10           | 248.1573      | 9             |
| 10   | Egito          | 195.2551     | 12           | 214.1084      | 10            |
| 11   | Ucrânia        | 230.0000     | 8            | 202.7401      | 11            |
| 12   | Austrália      | 200.7701     | 11           | 196.4087      | 12            |
| 13   | Singapura      | 192.3279     | 13           | Não avançaram | Não avançaram |
| 14   | Canadá         | 190.7666     | 14           | Não avançaram | Não avançaram |
| 15   | Reino Unido    | 186.8912     | 15           | Não avançaram | Não avançaram |
| 16   | Eslováquia     | 180.9629     | 16           | Não avançaram | Não avançaram |
| 17   | Cazaquistão    | 179.5535     | 17           | Não avançaram | Não avançaram |
| 18   | Chile          | 176.9279     | 18           | Não avançaram | Não avançaram |
| 19   | Nova Zelândia  | 162.9192     | 19           | Não avançaram | Não avançaram |
| 20   | Costa Rica     | 162.0811     | 20           | Não avançaram | Não avançaram |
| 21   | Macau          | 161.7933     | 21           | Não avançaram | Não avançaram |
| 22   | Tailândia      | 152.9763     | 22           | Não avançaram | Não avançaram |